# Ђухани
Ли Ђу-Хон (кореј. 이주헌; Сеул, 6. октобар 1994) познатији под уметничким именом Ђухани (енг. Joohoney) је јужнокорејски репер и текстописац. Он је члан јужнокорејске кеј-поп групе Монста Екс (кореј. 몬스타엑스) која је настала путем Mnet ријалити шоуа No.Mercy 2015. године. 

## 2014: Деби и почетак каријере
Пре свог дебија са Монста Екс-ом, Ђухани је био део пројекта под називом Nu Boyz, заједно са Ганом, Шонуом (кореј. 셔누)  и Вонхом (кореј. 원호), формиран од стране компаније Starship Entertainment у августу 2014. године. Квартет је поставио велики број микстејпова на YouTube каналу своје компаније и наступао на отварању концерта Starship X у децембру 2014. године.
У децембру 2014. године Starship Entertainment и Mnet су организовали такмичарски програм под називом No.Mercy где је Ђухани био изабран заједно са још шест учесника (међу којима су били Шону и Вонхо) као део нове кеј-поп групе под називом Монста Екс у задњој епизоди емисије.

## 2015-2016:Show Me the MoneyиTribe of Hip Hop
У јануару 2015. године избацио је траку Coach Me у колаборацији са Сан Ијем (кореј. 산이) и Хјолин (кореј. 효린) из кеј-поп групе Систер.   Ђухани и члан групе Кихјун су учествовали у саундтреку за јужнокорејску драму Orange Marmalade са песмом Attractable Woman која је била објављена у мају 2015. године, коју су продуцирали Crazy Park и његов тим.
У јуну ce пријавио за четврту сезону Mnet-овог реп такмичења Show Me the Money. Дошао је до трећег круга где је био елеминисан у борби један на један против репера Ли Хјун Ђуна. Касније је добио другу шансу и био је враћен у програм, али је изгубио од One-a.
2016. године био је један од продуцената за JTBC хип хоп такмичарски програм Tribe of Hip Hop, као један од најмлађих продуцената у тој емисији.

## 2017-данас: Микстејп издања и соло активности
2017. године избацује соло песму (заједно са музичким видеом) Rhythm.
У августу 2018. године избацује свој микстејп DWTD. Приликом објављивања Ђухани је избацио музички видео за песму Red Carpet, а пар месеци касније, у октобру објавио је други музички видео овог пута за песму Should I Do.  
У фебруару 2019. године Ђу-Хон је престао да користи своје рођено име као уметничко и променио га је у Ђухани.
У јуну, се појавио као гост у емисији Produce X 101 где је био инструктор репа за учеснике у првој елиминационој борби.
11. јануара 2020. године направио је привремену паузу како би се фокусирао на своје ментално здравље. У марту 2020. се вратио ради промоције Монста Ексовог корејског албума Fantasia X.
09. октобра објављује свој нови микстејп под називом Psyche. 07. октобра објавио је музички видео за песму Intro: Ambition, истовремено са микстејпом објавио је и музички видео за песму Smoky. 21. октобра објављује спот за насловну песму албума Psyche.
У јуну је изабран као ексклузивни модел SPAO FW у колаборацији са MUSINSA.